# Cassia javanica subsp. nodosa
La  casia (Cassia nodosa o Cassia javanica subsp. nodosa) es originaria de Bengala y Malasia. 

## Descripción
Es un árbol de tamaño mediano, muy coposo y de follaje denso verde oscuro. Cuando está en flor, de abril a julio, resulta muy bello con su profusión de flores color rosado brillante y olor suave a rosas. Los frutos son cilíndricos. Introducido en Cuba, se ha hecho muy popular en el país, siendo utilizado en parques y jardines. Tiene el inconveniente de su gran desarrollo en diámetro y de los grandes aguijones que presenta en el tronco y las ramas, procedentes de las ramas abortadas.

## Taxonomía
Cassia javanica subsp. nodosa fue descrita por (Roxb.) K.Larsen & S.S.Larsen y publicado en Natural History Bulletin of the Siam Society 25(3–4): 205. 1974.
Etimología
Cassia: nombre genérico que proviene del griego antiguo kassía, nombre de la planta laurácea Cinnamomum cassia, en los antiguos, y pasado a Leguminosas por Caesalpinio.
javanica: epíteto geográfico que alude a su localización en la Isla de Java.
nodosa: epíteto latíno que signbifica "con nodos"
Sinonimia
- Cassia javanica var. indochinensis Gagnep.
- Cassia nodosa Roxb.[3]